# Brandrübel
Brandübel ist ein Ortsteil der Stadt Schmölln im Landkreis Altenburger Land in Thüringen.

## Lage
Südwestlich von der Stadt Schmölln und nördlich der nahen Bundesautobahn 4 befindet sich Brandrübel am Fließgewässer Limpitz. In der Nähe befindet sich ein Wasserspeicher und ein Wald. Außerdem liegt südlich des Orts auch das Naturschutzgebiet Brandrübeler Moor.

## Geschichte
1336 wurde das Dorf erstmals urkundlich erwähnt. Brandrübel gehörte zum wettinischen Amt Altenburg, welches ab dem 16. Jahrhundert aufgrund mehrerer Teilungen im Lauf seines Bestehens unter der Hoheit folgender Ernestinischer Herzogtümer stand: Herzogtum Sachsen (1554 bis 1572), Herzogtum Sachsen-Weimar (1572 bis 1603), Herzogtum Sachsen-Altenburg (1603 bis 1672), Herzogtum Sachsen-Gotha-Altenburg (1672 bis 1826). Bei der Neuordnung der Ernestinischen Herzogtümer im Jahr 1826 kam der Ort wiederum zum Herzogtum Sachsen-Altenburg.
Nach der Verwaltungsreform im Herzogtum gehörte Brandrübel bezüglich der Verwaltung zum Ostkreis (bis 1900) bzw. zum Landratsamt Ronneburg (ab 1900). Das Dorf gehörte ab 1918 zum Freistaat Sachsen-Altenburg, der 1920 im Land Thüringen aufging. 1922 kam es zum Landkreis Altenburg.
Am 1. Juli 1950 kam Brandrübel zu Weißbach. Bei der zweiten Kreisreform in der DDR wurden 1952 die bestehenden Länder aufgelöst und die Landkreise neu zugeschnitten. Somit kam Brandrübel als Ortsteil der Gemeinde Weißbach mit dem Kreis Schmölln an den Bezirk Leipzig; jener gehörte seit 1990 als Landkreis Schmölln zu Thüringen und ging bei der thüringischen Kreisreform 1994 im Landkreis Altenburger Land auf. Mit der Eingliederung der Gemeinde Weißbach in die Stadt Schmölln wurde Brandrübel am 8. März 1994 ein Ortsteil der Stadt Schmölln. 88 Personen wohnten 2012 im Ortsteil.